# Огури

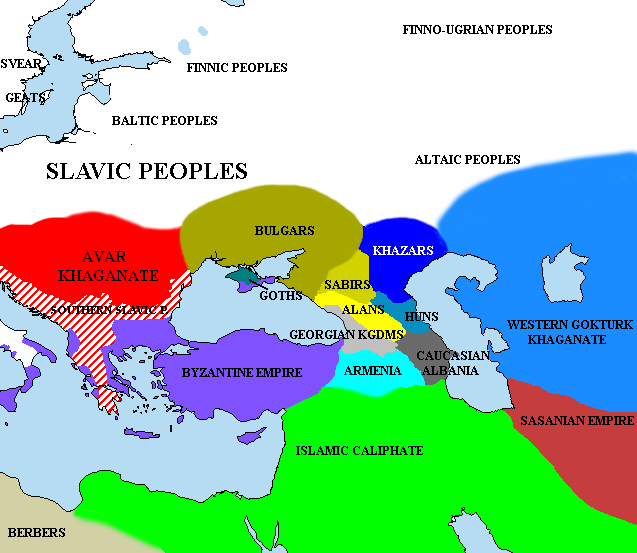
огурські народи та їхні сусіди у 650 році

Огу́ри — група кочових племен, які мешкали в степах Європи у II — XIII століттях і розмовляли мовами, що належали до огурської групи тюркських мов.

## Ім'я
Назва огурів походить від слова, що позначає «рід» або «групу одноплемінників».

## Історія
Вважають, що огури, як і інші тюрки, є нащадками сюнну, проте дуже рано відокремилися від загальної маси тюркських племен і мігрували на захід.
Найвідомішими з огурських племен вважають гунів, які в IV — V століттях об'єднали під своєю владою не лише огурів, а сусідні племена сарматів, слов'ян та германців.
Окрім гунів до огурів належали наступні племена та союзи племен:
- Булгари
- Оногури
- Сарагури
- Кутрігури
- Утігури
- Хайлангури
- Альтціагіри
- Акацири
- Савіри
- Авари
- Хазари

Огурськими за своїм походженням були Аварський і Хозарський каганати, Велика Булгарія та її наступники — Волзька Булгарія та Болгарське ханство, населення яких, однак, з часом було асимільоване або ж сприйняло інші тюркські мови.
Єдиним народом, який зберіг огурську мову, вважають чувашів — нащадків мешканців Волзької Булгарії, що не піддалися ісламізації.

## Огури і Угри
Словом «угри», яке є переінакшеним ім'ям огурів, називали також союз племен на чолі з мадярами, які не належали до тюрків, але мали численні контакти з ними, а тому сприймалися як частина огурської спільноти.
Від цього слова, що ніколи не було самоназвою народу походить назва угорців та Угорщини в багатьох європейських мовах.